# Yusei Ōtsu
Yusei Ōtsu (japanisch 大津 悠生 Ōtsu Yusei; * 22. Dezember 1995 in Nikkō, Tochigi) ist ein japanischer Eishockeyspieler, der seit 2020 bei den East Hokkaido Cranes aus der Asia League Ice Hockey unter Vertrag steht.

## Karriere
Yusei Ōtsu begann mit dem Eishockey in der Mannschaft der Nikkō Meiho Highschool. Von 2013 bis 2020 stand er für die Nikkō IceBucks in der Asia League Ice Hockey auf dem Eis. Anschließend verließ er seine Geburtsstadt und schloss sich dem Ligarivalen East Hokkaido Cranes an.

### International
Für Japan nahm Ōtsu im Juniorenbereich am U20 Challenge Cup of Asia 2014 sowie jeweils der Division I der U18-Weltmeisterschaft 2013 und der U20-Weltmeisterschaft 2015 teil.
Für das japanische Herren-Team nahm er an den Weltmeisterschaften der Division I 2022 und 2023 teil. Zudem vertrat er seine Farben bei der Qualifikation für die Olympischen Winterspiele in Peking 2022.

## Erfolge und Auszeichnungen
- 2023 Aufstieg in die Division I, Gruppe A, bei der Weltmeisterschaft der Division I, Gruppe B

## Asia-League-Statistik
(Stand: Ende der Saison 2022/23)